# José Henríquez
José Mardoqueo Henríquez Dubón (Jutiapa, 24 maggio 1987) è un ex calciatore salvadoregno, di ruolo difensore.

## Carriera

### Club
Ha giocato nel campionato del proprio Paese sino al 2014, anno del trasferimento allo Zeravani.

### Nazionale
Ha vestito la maglia della Nazionale 36 volte, partecipando a 3 edizioni della Gold Cup.